# 5a cerimònia dels Lumières
La 5a cerimònia dels Lumières de la Premsa Internacional, aleshores anomenada Lumières de París, va tenir lloc el 25 de febrer de 2000. Va ser presentat per Claudia Cardinale i fou emesa per France 2.

## Palmarès
- Milor pel·lícula :
  - Joana d'Arc de Luc Besson
- Millor director :
  - Luc Besson per Joana d'Arc
- Millor guió
  - Christopher Thompson i Danièle Thompson per La Bûche
- Millor actriu :
  - Karin Viard pel paper d’Emma a Haut les cœurs !
- Millor actor :
  - Philippe Torreton pel paper de Daniel Lefebvre Avui comença tot
- Millor actriu revelació :
  - Audrey Tautou pel paper de Marie as Vénus Beauté (Institut)
- Millor actor revelació :
  - Romain Duris pel paper d'Arthur a Peut-être
- Millor pel·lícula estrangera :
  - Todo sobre mi madre de Pedro Almodóvar